# 徳澤佳美
徳澤 佳美（とくざわ よしみ）は、日本の生命科学者。愛媛大学助教。奈良先端科学技術大学院大学の山中伸弥研究室で博士号を取得した。奈良先端科学技術大学院入学時の成績は120人中4番と上位であった。
彼女が山中伸弥の下で学生時代に行った研究は、ノーベル賞の対象にもなった人工多能性幹細胞（iPS細胞：induced pluripotent stem cell）の作成において、非常に大きな役割を果たしている。

## iPS細胞作成への貢献
徳澤のiPS細胞作成への貢献については、2009年に秀潤社から出版された細胞工学誌のiPS細胞特集号の中に含まれている山中伸弥のエッセイ「せるてく・あらかると」で詳細な説明がなされている。iPS細胞が生まれた経緯をノーベル賞受賞者の山中が回顧したこのエッセイの半分近くが徳澤が学生時代に成し遂げた仕事の内容であり、徳澤をiPS細胞の作成を報告した論文の著者に含めなかったことへの謝罪で締め括られている。iPS細胞作成に必要だった二つのものを見つけていたのはいずれも徳澤だったとしている。以下、そのエッセイの一部の内容を記す。
徳澤が学生時代に在籍していた山中伸弥研究室では、ES細胞に特異的な遺伝子の機能解析が行われていた。Nanogや徳澤の同期の高橋和利が手掛けたERasなどの機能が解明され、Cell誌やNature誌などに華々しく発表されていた。
一方、徳澤が主に手掛けたFbx15は、ノックアウトマウスを作成したところ、ES細胞にとって必要な遺伝子ではないことが判明した。すなわち当初の期待は外れ、落胆する結果であった。この落胆する結果を何とか活かせないか山中らは必死に考えたところ、この時に作成したノックアウトマウスにはFbx15遺伝子にネオマイシン耐性遺伝子がノックインされていたため、このノックアウトマウスはiPS細胞の作成の成功を検出する実験系に利用できることに気づいた。このFbx15のノックアウトマウスを作成していたのが徳澤が山中の下で成し遂げたiPS細胞に関しての功績の一つ目である。
徳澤の功績の二つ目は、iPS細胞の作成に必要だったKlf4遺伝子の発見である。Klf4の知見がなければiPS細胞は今も生まれていないだろうと山中は繰り返し述べている。山中の下でiPS細胞を初めて作成した高橋和利は、ライバルであった徳澤が見つけたKlf4を、徳澤は埼玉医科大学に異動していたが、実験に使うことを当初躊躇した。山中が使うよう指示したという。
徳澤をiPS細胞作成の論文の著者に山中が含めなかった理由は、発表直前に韓国で大騒動になっていた黄禹錫のヒトES細胞の論文捏造事件だとしている。iPS細胞の論文が問題になった場合は高橋和利と山中の二人だけで責任をとるつもりだったという。また、情報管理に慎重になったことも山中は述べている。
山中の2012年のノーベル賞受賞講演では、iPS細胞の論文の著者には入っていない徳澤の顔写真が、iPS細胞作成の実験をした高橋和利の顔写真などと共にスライドいっぱいに表示された。ノーベル賞授賞式前の新聞などの報道でも貢献が触れられている。
徳澤を論文の著者から外したことは美談では済まないとする大学教員の意見も複数存在する。